# Zweigelt
Zweigelt är en blå vindruva av österrikiskt ursprung som är en korsning av druvsorterna St. Laurent och Blaufränkisch. Korsningen genomfördes av rektorn vid Vinhögskolan i Klosterneuburg, Fritz Zweigelt, från vilken vinet fick sitt namn.